# The Blue Beat
The Blue Beat sind eine Ska-Band aus Jülich. Sie gelten neben The Braces, Skaos und The Busters als eine der ersten deutschen Ska-Bands.

## Bandgeschichte
Nach der Bandgründung 1982 in Jülich traten The Blue Beat zuerst als zeitgenössische Punk-Band auf lokalen und regionalen Konzerten in Erscheinung.
Unter dem musikalischen Einfluss von 2nd-Wave-Bands wie Madness, The Specials und The Selecter wechselte der musikalische Stil der Band jedoch schnell hin zum Ska, so dass sich die Band 1983 in Anlehnung an das gleichnamige Ska-Plattenlabel ihren heutigen Namen gab.
Mit dem Aufkommen der 3. Ska-Welle Mitte der achtziger Jahre und der wiedererwachenden Popularität des Ska in Europa erlangte auch Blue Beat innerhalb der Szene eine überregionale Bekanntheit mit Veröffentlichungen auf diversen Ska-Samplern.
1987 spielen sie auf dem ersten deutschen Ska-Festival zusammen mit den Bands Skaos (München) und The Braces im legendären Live-Club Okie Dokie in Neuss/Düsseldorf, der kurze Zeit später abgerissen wird. In diese Zeit fallen auch die Support-Auftritte für bekannte Ska-Größen wie Laurel Aitken, Desmond Dekker oder The Selecter.
Nach einigen Veränderungen in der Besetzung sind The Blue Beat nun seit 2005 wieder verstärkt auf Konzerten und Festivals aktiv, nach eigenen Aussagen sind weitere Studioalben geplant.

## Diskografie
- 1990: The Blue Beat (EP, Interlust Records, München)
- 1995: Say Boo! (LBT Records, Wiesbaden)

Compilation-Beiträge
- 1988: Ska! (EP; High Gloss Label, Mühlheim), erster deutscher Ska-Sampler
- 1988: Skank - Licensed to Ska (Skank Records, London)
- 1990: Planet Ska (Unicorn Records, London)
- 1996: Jülicher Band-Sampler
- 1997: Live from the Bongo Bongo Sunsplash - Vol. 3 (LBT Records, Wiesbaden)
- 1999: Live from the Bongo Bongo Sunsplash - Vol. 5 (LBT Records, Wiesbaden)
- 2000: Time Capsule 2000 (Blacklight Records, USA)
- 2007: Jülich-Sampler Vol. 6 (Not in Tune Records, Jülich)